# Tata Altroz
Tata Altroz (укр. Тата Альтроз) ― це субкомпактний автомобіль/суперміні, що виробляється індійською компанією Tata Motors. 

## Опис

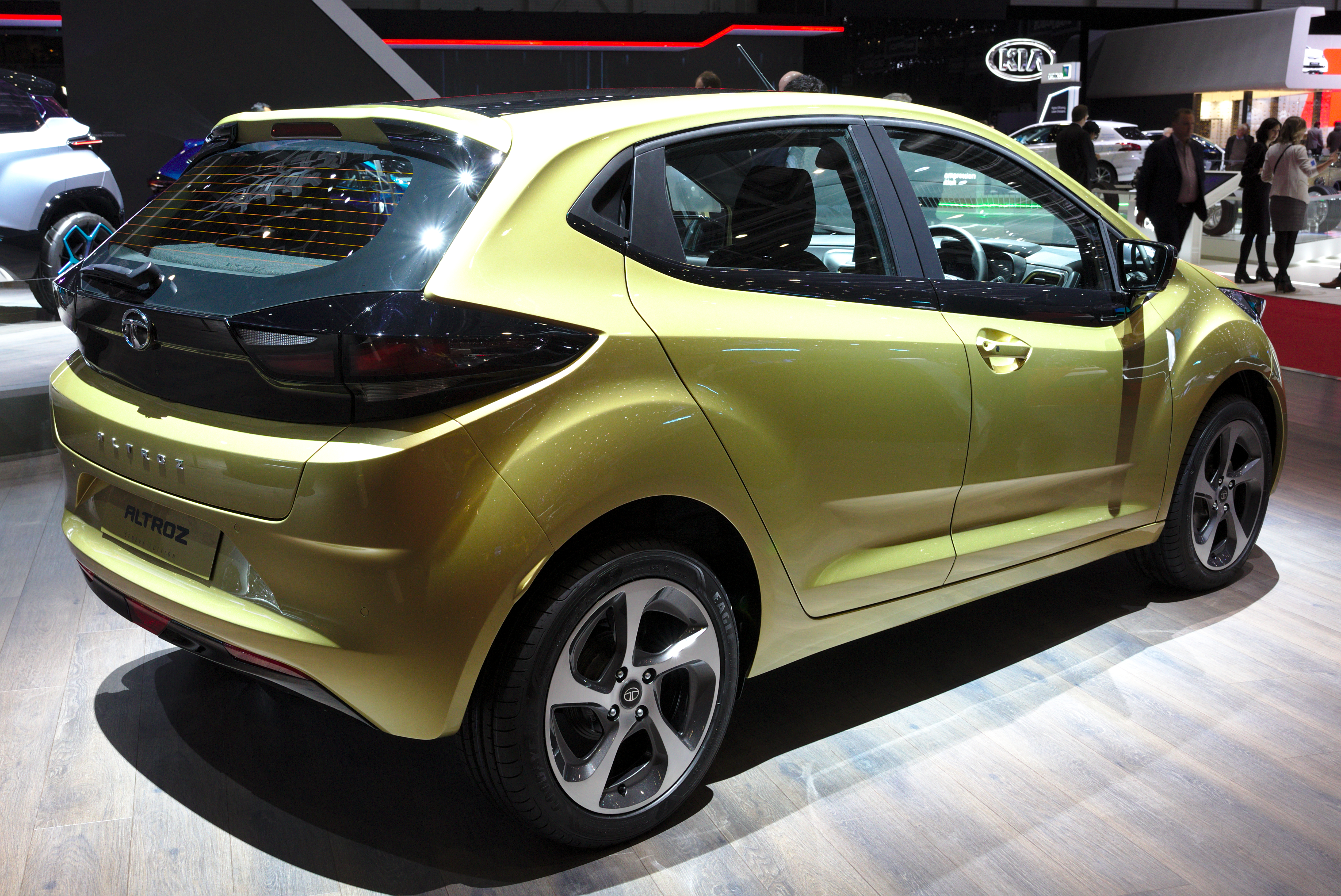

Altroz був представлений на 89-му Женевському міжнародному автосалоні разом з новими концептами Buzzard, Buzzard Sport та компактним позашляховиком H2X. На індійському ринку він з'явився 22 січня 2020 року. 
В даний час для Altroz пропонуються три двигуни: 1,2-літровий трициліндровий бензиновий, 1,5-літровий турбодизель і 1,2-літровий трициліндровий бензиновий з турбонаддувом. Пропонується 5-ступінчаста механічна коробка передач, з опціональною автоматичною коробкою передач DCT з мокрим зчепленням, відомою як Altroz DCA.
6-ступінчаста коробка передач DCT працює в парі з тим же 1,2-літровим двигуном Revotron, що і в моделях Tata Tigor і Tiago, який видає 86 кінських сил (64 кВт) при 6 000 об/хв і 113 Н⋅м крутного моменту при 3 300 об/хв. 

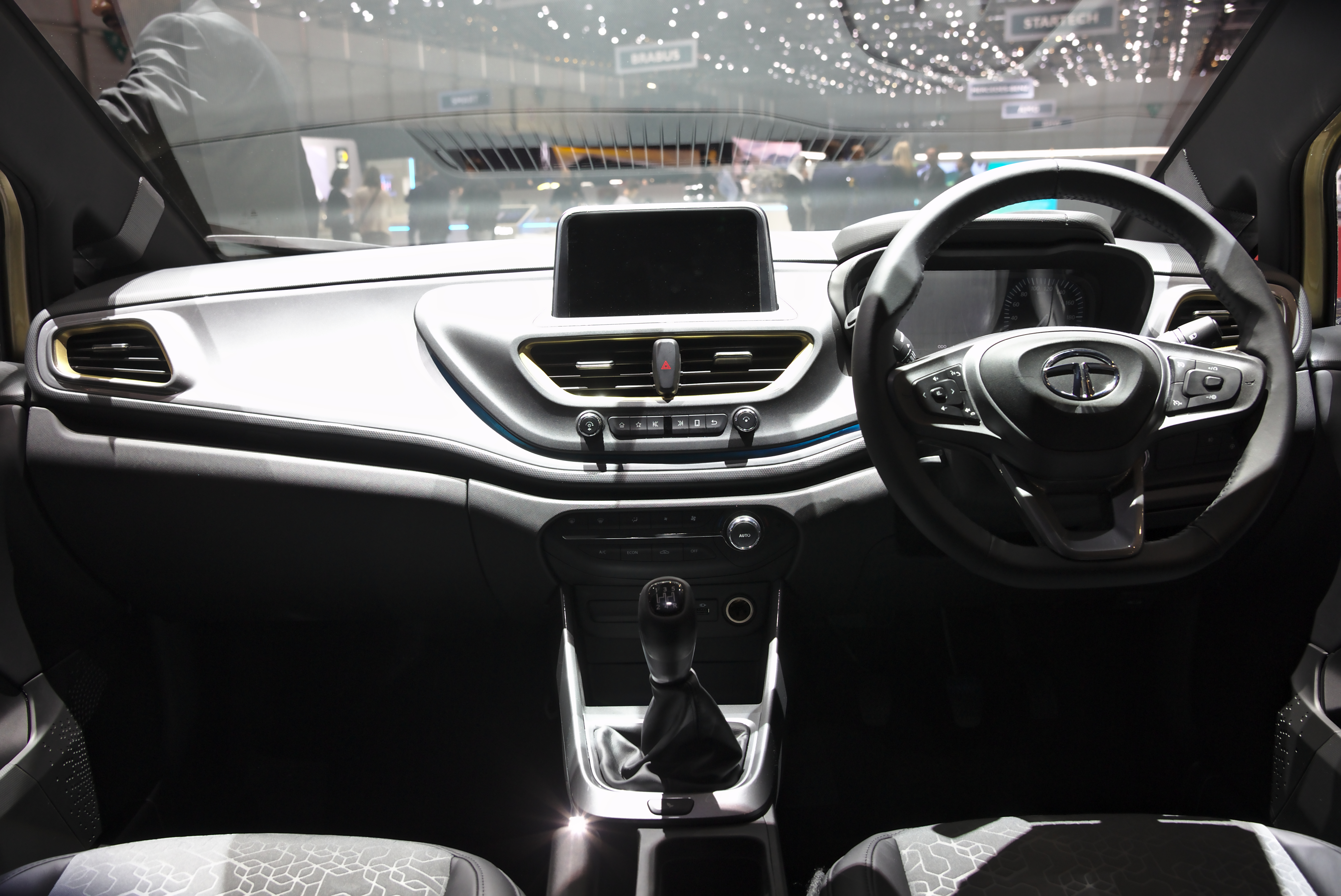

### 2024 Tata Altroz Racer
7 червня 2024 року Tata випустила спортивний варіант під назвою Altroz Racer. Він оснащений 1,2-літровим бензиновим турбо-двигуном потужністю 120 к.с. і обертовим моментом 170 Нм. Він доступний у 3 варіантах за ціною від 949 тисяч індійських рупій.

## Безпека
Tata Altroz був протестований Global NCAP у 2020 році (подібно до Latin NCAP 2013) за базовою специфікацією безпеки з двома подушками безпеки та кріпленнями ISOFIX у стандартній комплектації. Він отримав п'ять зірок за захист дорослого пасажира (ставши другим індійським автомобілем, який отримав таку оцінку) і три зірки за захист дитини. Його конструкція була оцінена як здатна витримувати подальші навантаження. Автомобіль не пропонує ESC або бічні подушки безпеки в жодній з версій і не пропонує триточкові ремені безпеки в усіх положеннях сидінь (Tata пропонує систему курсової стійкості в усіх версіях, але вона має обмежену функціональність порівняно з ESC).
| Результати Global NCAP (2020) |             |
| Зірки для дорослого пасажира  | 5/5 зірок   |
| Дорослий пасажир              | 16.13/17.00 |
| Зірка для дитини-пасажира     | 3/5 зірок   |
| Дитина-пасажир                | 29.00/49.00 |
| Цілісність салону             | Стабільна   |